# Nicholas Chrysostom Matz
Nicholas Chrysostom Matz, né le 6 avril 1850 à Munster, Département Moselle, et mort le 9 août 1917 à Denver, Colorado, aux États-Unis, un prélat catholique franco-américain. Il est évêque de Denver de 1889 à sa mort.

## Biographie
En 1868, Matz et sa famille émigrent aux États-Unis, où ils s'installent à Cincinnati, Ohio.
Il fut ordonné prêtre le 31 mai 1874.
Le 19 août 1887, il fut nommé évêque coadjuteur de Denver et évêque titulaire de Telmessos. Il a été ordonné évêque le 28 octobre de la même année dans la Cathédrale de l'Immaculée-Conception de Denver par l'archevêque de Santa Fe, Jean-Baptiste Salpointe (en), assisté de Joseph Machebeuf, évêque de Denver comme co-consécrateur. Après sa mort le 10 juillet 1889, Matz fut nommé deuxième évêque de Denver. Il occupa ce poste jusqu'à sa mort le 9 août 1917.